# Мега Акула проти Меха Акули
Мега Акула проти Меха Акули (англ. Mega Shark versus Mecha Shark) — американський фантастичний фільм, мокбастер 2014 року, знятий кіностудією The Asylum. Сиквел фільму «Мега Акула проти Крокозавра».

## Сюжет
Проходить деякий час з подій перших двох фільмів про Мега-акулу. З'являється нова акула-мегалодон. Щоб відбити загрозу, уряд запускає надсекретний проект — будівництво механічного аналога мегалодона. Управляти гігантською Меха Акулою призначають відважну дівчину Розі. Чи зможе надсекретна розробка допомогти людству вижити в боротьбі з мегалодоном?

## У ролях
| Актор           | Роль         |
| --------------- | ------------ |
| Крістофер Джадж | Джек Тернер  |
| Елізабет Рьом   | Розі Грей    |
| Деббі Гібсон    | Емма Макніл  |
| Біджан          | Рой          |
| Пол Андерсон    | Неро (голос) |